# Tyretskite
La tyretskite è un minerale.